# Волгоградська консерваторія
Волгоградська консерваторія імені П. О. Серебрякова (рос. Волгоградская консерватория имени П. А. Серебрякова) — консерваторія у Волгограді.

## Історія
Відкрита 1917 як Царицинське музичне училище. Надалі заклад неодноразово змінював свою назву:
- Царицинське музичне училище (1917—1923)
- Сталінградське музичний технікум (1923—1936)
- Сталінградське музичне училище (1936—1960)
- Волгоградське музичне училище (1960—1963)
- Волгоградське училище мистецтв (1963—1989)
- Волгоградське училище мистецтв імені П. О. Серебрякова (1989—1995)
- Волгоградський муніципальний коледж мистецтв (виш) імені П. О. Серебрякова (1995—1996)
- Волгоградський муніципальний інститут мистецтв імені П. О. Серебрякова (1996—2013)
- Волгоградська консерваторія (інститут) імені П. О. Серебрякова (з 2013)

З 1989 року заклад носить ім'я одного із перших його випускників, піаніста Павла Олексійовича Серебрякова.

## Структура
У даний час консерваторія структурно складається з коледжу, що реалізує програму середньої професійної освіти, та факультету, що надає вищу професійну освіту.

### Коледж
Коледж включає такі предметно-циклові комісії:
- ПЦК «Дизайн»
- ПЦК «Живопис»
- ПЦК «Хорове диригування»
- ПЦК «Спеціальне фортепіано»
- ПЦК «Теорія музики»
- ПЦК музичного фольклору та етнографії
- ПЦК «Інструменти народного оркестру»
- ПЦК «Вокальне мистецтво»
- ПЦК «Оркестрові духові та ударні інструменти»
- ПЦК «Загальне фортепіано»
- ПЦК «Оркестрові струнні інструменти»

### Факультет
Факультет ВІЇ включає такі кафедри:
- Кафедра духових та ударних інструментів
- Кафедра хорового диригування
- Кафедра історії та теорії музики
- Кафедра камерного ансамблю та концертмейстерської підготовки
- Кафедра музичного фольклору та етнографії
- Кафедра народних інструментів
- Кафедра загального фортепіано
- Кафедра спеціального фортепіано
- Кафедра струнних інструментів
- Кафедра вокального мистецтва
- Кафедра соціально-гуманітарних дисциплін

## Освітні програми

### Коледж
Коледж веде підготовку за наступними напрямами підготовки середньої професійної освіти:
| Спеціальність               | Спеціалізації |
| --------------------------- | --- |
| Інструментальне виконавство | «Фортепіано», «Оркестрові струнні інструменти», «Оркестрові духові та ударні інструменти», «Інструменти народного оркестру» |
| Вокальне мистецтво          | «Академічний спів» |
| Хорове диригування          | «Хорове диригування», «Керівник народного хору»                                                                             |
| Теорія музики               | |
| Музичне мистецтво естради   | «Інструменти естрадного оркестру», «Естрадний спів»                                                                         |
| Живопис                     | «Станковий живопис» |
| Дизайн                      | «Станковий живопис» |

### Факультет
Факультет здійснює підготовку за наступними напрямами підготовки вищої професійної освіти:
| Спеціальність               | Спеціалізації |
| --------------------------- | --- |
| Інструментальне виконавство | «Фортепіано», «Оркестрові струнні інструменти», «Оркестрові духові та ударні інструменти», «Оркестрові народні інструменти» |
| Вокальне мистецтво          | «Академічний спів» |
| Диригування                 | «Диригування академічним хором», «Диригування народним хором»                                                               |
| Музикознавство              | |